# Javier Ortega Smith
Francisco Javier Ortega Smith-Molina  (Madrid, 28 de agosto de 1968) es un abogado y político hispanoargentino, secretario general de Vox desde 2016 hasta 2022, diputado en la XIV legislatura de las Cortes Generales por Madrid, y concejal y portavoz de Vox en el Ayuntamiento de Madrid.

## Biografía
Nacido el 28 de agosto de 1968 en Madrid, de padre español, Víctor Manuel Ortega Fernández-Arias y madre argentina, Ana María Smith-Molina Robbiati, Ortega cuenta con doble nacionalidad española y argentina. Su familia está fundamentalmente ligada al mundo de la abogacía. Es primo del general de división en la reserva Juan Chicharro Ortega, presidente ejecutivo de la Fundación Nacional Francisco Franco, con quien Ortega Smith mantiene una estrecha relación.
A pesar de residir su familia en Arturo Soria en el distrito de Ciudad Lineal de Madrid, cursó estudios en el colegio San Agustín de Padre Damián, en el distrito de Chamartín. Militante de FE de las JONS entre los diecisiete y los veintitrés años, colaboró con el boletín Así de la formación falangista de Ciudad Lineal, y en 1986 —con diecisiete años— firmó en esta publicación el artículo «No olvidar», donde Ortega Smith ensalzaba la figura de José Antonio Primo de Rivera.

### Servicio militar y política
Cursó los primeros años de la carrera de Derecho en un centro educativo de Toledo dependiente de la Universidad Complutense de Madrid, obteniendo el título de licenciado en la Universidad de Alcalá. Posteriormente se diplomó en la Escuela de Prácticas Jurídicas de ICADE.
Realizó el servicio militar obligatorio durante nueve meses en los Grupos de Operaciones Especiales (GOE) —un cuerpo de élite de las Fuerzas Armadas españolas—, en el ya desaparecido «COE 13», dentro del «GOE 1», con sede en la base logística de San Pedro, en la ciudad de Colmenar Viejo (Madrid). Tras este servicio se unió, con 26 años, a Foro, un grupo político liderado por Eduardo Punset, concurriendo en 1994 en el puesto 55 de la candidatura de la coalición de Foro con CDS a las elecciones al Parlamento Europeo.

### Miembro fundador de VOX
Afincado en Chamberí, desarrolló su actividad profesional como abogado. En 2012 ejerció de letrado de Santiago Abascal en el juicio en la Audiencia Nacional contra unos alborotadores que habían increpado a este en el ayuntamiento de Llodio años atrás. Acompañados de Iván Espinosa de los Monteros, estos tres, junto con la esposa de este último, Rocío Monasterio, desarrollaron a partir de entonces una amistad cercana. En calidad de jurista, trabajó en el departamento jurídico de la Fundación DENAES (para la «Defensa de la Nación Española»), ejerciendo también de portavoz de la organización.

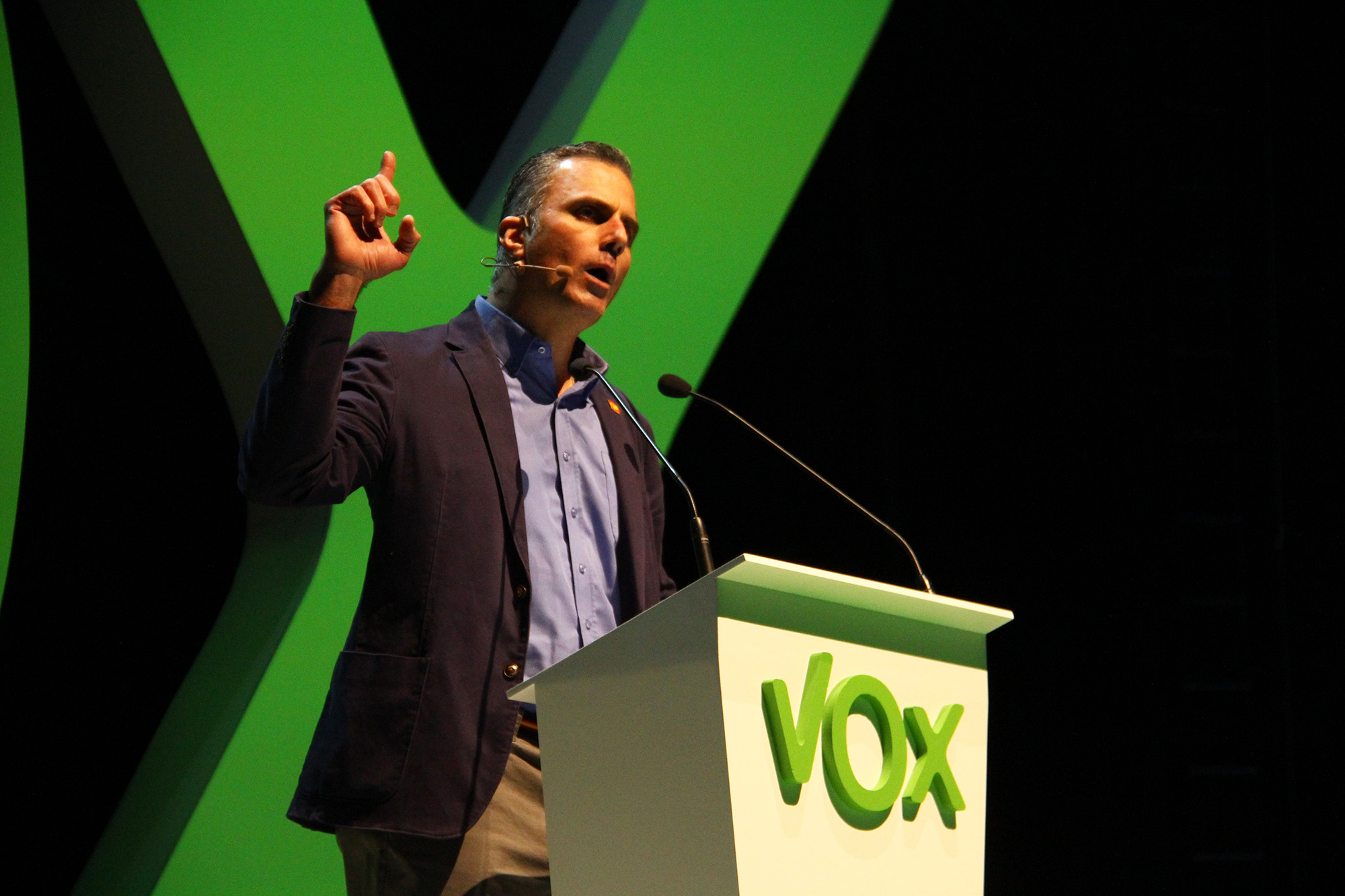
Fotografiado en 2018 durante un acto en Vistalegre.

Miembro fundador del partido político VOX, fue incluido en 2013 como vicepresidente provisional de la organización en el procedimiento de registro en el Ministerio del Interior necesario para la legalización del partido político. VOX apareció como partido públicamente en enero de 2014.
Concurrió como cabeza de lista de VOX en la candidatura para las elecciones municipales de mayo de 2015 en Madrid, y de cara a las generales de diciembre de 2015, fue candidato de Vox en las elecciones al Senado en la circunscripción de Madrid, obteniendo 34 702 votos. Repitió como candidato de VOX al Senado por Madrid en las elecciones de junio de 2016, obteniendo 26 781 votos.
En junio de 2016 participó en un acto reivindicativo en el que un grupo de activistas desplegaron una bandera de España en una ladera del peñón de Gibraltar para reivindicar el retorno de la ciudad del Reino Unido a España. Ortega Smith accedió y regresó a nado para evitar cruzar la frontera del territorio británico de ultramar.
Javier Ortega Smith desempeñó desde 2017 un papel como abogado en diferentes instancias judiciales de la acusación popular en contra de las acciones del proceso independentista catalán, participando desde su comienzo en febrero de 2019 en la fase oral del juicio en el Tribunal Supremo contra los políticos del gobierno de la Generalidad de Cataluña procesados por un presunto delito de sedición y malversación de fondos, la llamada Causa Especial 20907/2017.

### Diputado en el Congreso
Incluido como número 2 en la candidatura de VOX de cara a las elecciones al Congreso de los Diputados de abril de 2019 por Madrid, resultó elegido diputado. Repitió puesto en la lista de VOX por Madrid en las elecciones generales de noviembre de 2019 y renovó su escaño en la Cámara Baja.

### Ayuntamiento de Madrid
Cabeza de lista de la candidatura de VOX de cara a las elecciones municipales de mayo de 2019 en Madrid, obtuvo acta concejal del Ayuntamiento de Madrid, que compaginó con su escaño de diputado. 
El 6 de octubre de 2022 el Comité Ejecutivo Nacional de Vox lo destituye como secretario general de Vox y lo nombra candidato a la alcaldía de Madrid de cara a las elecciones de mayo de 2023. En dichas elecciones Vox consigue el 9.1% de los votos y 5 de los 57 concejales que conforman el Ayuntamiento de Madrid.

## Controversias
El 27 de noviembre de 2019 fue reprobado por el pleno del Ayuntamiento de Madrid por su comportamiento durante el acto municipal conmemorativo del Día Internacional contra la Violencia de Género celebrado el 25 de noviembre de 2019, por «su falta de respeto a las víctimas de la violencia de género» y por «boicotear actos institucionales». La respuesta de Ortega Smith fue: «no vienen a reprobarme a mí, sino a amordazar a todos aquellos que legítimamente quieren darle voz a esa España silenciada a la que ustedes han silenciado durante décadas. Pierdan toda esperanza de que desde este grupo municipal, cualquier parlamento autonómico o Congreso o Senado vamos a renunciar a seguir defendiendo la libertad de todos los españoles. Recuerden que al que interrumpieron, insultaron y no dejaron hablar fue a mí»
El 10 de marzo de 2020, en el contexto de la epidemia de coronavirus en marcha, VOX confirmó que Ortega Smith había dado positivo en un test del virus SARS-CoV-2. Ortega Smith, que había viajado a Lombardía (Italia) en febrero, uno de los primeros focos graves en Europa de la epidemia. Ortega Smith mostró síntomas similares a los provocados por el coronavirus durante un evento del partido político celebrado dos días antes en Vistalegre, al cual asistieron alrededor de nueve mil simpatizantes y durante el cual Ortega Smith se dio «un baño de masas», ostensiblemente abrazando, apretando las manos y besando a múltiples personas. Publicó un vídeo en su cuenta de Twitter en el que mostraba imágenes de su día a día mientras estaba recuperándose del coronavirus recluido en su domicilio, acompañándolo de un polémico tuit en el que afirmó que sus «anticuerpos españoles luchan contra los malditos virus chinos».
El 17 de noviembre de 2023, increpó a las Fuerzas y cuerpos de seguridad de España que custodiaban la sede del PSOE en la  calle Ferraz por las protestas contra la amnistía.
El 22 de diciembre de 2023, durante un pleno del Ayuntamiento de Madrid, agredió a Eduardo Fernández Rubiño, de Más Madrid, golpeándole y tirándole una botella de agua. Como ocurrió con el edil socialista Daniel Viondi, que acabó dimitiendo, los representantes de las diferentes fuerzas políticas del ayuntamiento pidieron su dimisión.